# Emmanuel Disabato
Pour les articles homonymes, voir Disabato.
Emmanuel Disabato, communément appelé Manu Disabato né le 11 mai 1978 à Frameries est un homme politique belge, membre d'Ecolo depuis 2009.
Il est élu député wallon de 2009 à 2014 et de 2019 à 2024, et chef de groupe Ecolo de 2012 à 2014. 
Il est aujourd'hui bourgmestre de la commune de Frameries, dans le Borinage.
Son père, travailleur italien immigré, perdit son emploi avec la fermeture des Forges de Clabecq.

## Biographie
- 1998-2001 : Graduat en communication à l'IPSMa
- 2001 : Secrétaire local à Ecolo Saint-Ghislain
- 2003 : Secrétaire politique d’Ecolo Mons-Borinage
- 2002-2003 : Collaborateur au cabinet d’Isabelle Durant
- 2004 : Attaché de presse du groupe Ecolo au Parlement wallon
- fin 2004 à 2009 : Secrétaire politique d’Ecolo Hainaut
- Activités au sein d’ECOLO et mandats politiques
- 2006 : Conseiller communal Ecolo à Frameries
- 2007 : Directeur de campagne lors des élections fédérales de 2007
- 2007 : Administrateur à la fondation Mons 2015 : Participation aux travaux du partenariat stratégique local du bassin des régions de Mons et du Centre regroupant les forces vives (patrons, syndicats, universités, politiques…) des 2 régions (Présidence de l’atelier Développement durable)

- 2009-2014 : Député au Parlement de Wallonie  et au Parlement de la Fédération Wallonie-Bruxelles pour l'arrondissement de Mons.
- 2012-2018 : Conseiller communal Ecolo à Frameries
- Depuis 2018 : Conseiller communal BeFrameries à Frameries
- 2019-2024 : Député au Parlement de Wallonie[2]et au Parlement de la Fédération Wallonie-Bruxelles, dont il est Vice-Président jusque décembre 2022. Il représente également le Parlement au Comité européen des Régions.
- Depuis 2024 : Bourgmestre de Frameries[3]

## Décoration
- Chevalier de l'ordre de Léopold (2024)[4].